# 가야산
가야산(伽倻山)은 대한민국 경상북도 성주군과 경상남도 합천군, 거창군에 걸쳐 있는 산이다. 가야산은 예로부터 소백산, 오대산과 함께 삼재(화재, 수재, 풍재)가 들지 않은 산으로 알려져 왔다.
가야산은 1972년 9번째 국립공원으로 지정된 한국 12대 명산 중 하나로 예로부터 조선 8경일만큼 산세가 빼어나다. 산세가 부드러운 합천군의 가야산과는 달리 성주 가야산은 산세가 가파른 편으로, 원시 그대로의 신비로움을 느낄 수 있다. 성주 가야산은 코끼리 바위, 돌고래 바위, 불상 바위, 두꺼비 바위, 쌍둥이 바위 등 갖가지 모양을 한 신비하고 영험한 바위로 가득하다. 가야산 만물상은 가야산의 여신 정견모주의 전설과 바위들이 만가지 형상을 이뤄 만물상이라 불리는 곳으로 금강산의 만물상에 견주어도 밀리지 않는 아름다움으로 유명하다. 2010년까지 약 40년간 일반인의 출입이 금지되어 신비로운 가야산 그대로의 모습을 간직하고 있다. 가야산 에움길은 가야산 선비산수길의 제2코스로 가야산 자락의 숲길에 조성된 탐방구간에 마수폭포와 가야산생태탐방원이 위치한 11.3km 길이의 둘레길이다.

## 가야산국립공원
가야산은 1972년 10월 13일에 9번째 대한민국의 국립공원으로 지정되었다. 가야산국립공원의 전체 면적은 76.256 km2이다.
가야산국립공원의 깃대종에는 가야산은분취, 삵이 있다.
가야산은 소백산맥의 한 지맥인 대덕산 줄기가 동남쪽으로 나가다  경상북도 성주군, 경상남도 합천군, 거창군에 걸쳐있는 명산이다. 주봉인 칠불봉과 우두봉, 남산, 단지봉, 남산제1봉, 매화산 등 1,000m내외의 연봉과 능선이 둘러 있다. 예로부터 "조선팔경"의 하나로 알려진 가야산은 산세가 변화무쌍하게 펼쳐진다.

## 지질
지질은 화강편마암 및 화강암으로 이루어져 있고, 한국의 3대 사찰 중 하나인 해인사와 신촌락(新村落)이 있는 치인리골과 홍류동계곡은 화강암 침식곡이다. 가야산 정상부는 회장암으로 구성된다.

## 명승지
- 해인사
- 무릉교

## 같이 보기
- 한국의 산
- 지리산
- 덕유산
- 팔공산
- 비슬산
- 합천군의 지질
- 거창군의 지질

## 갤러리

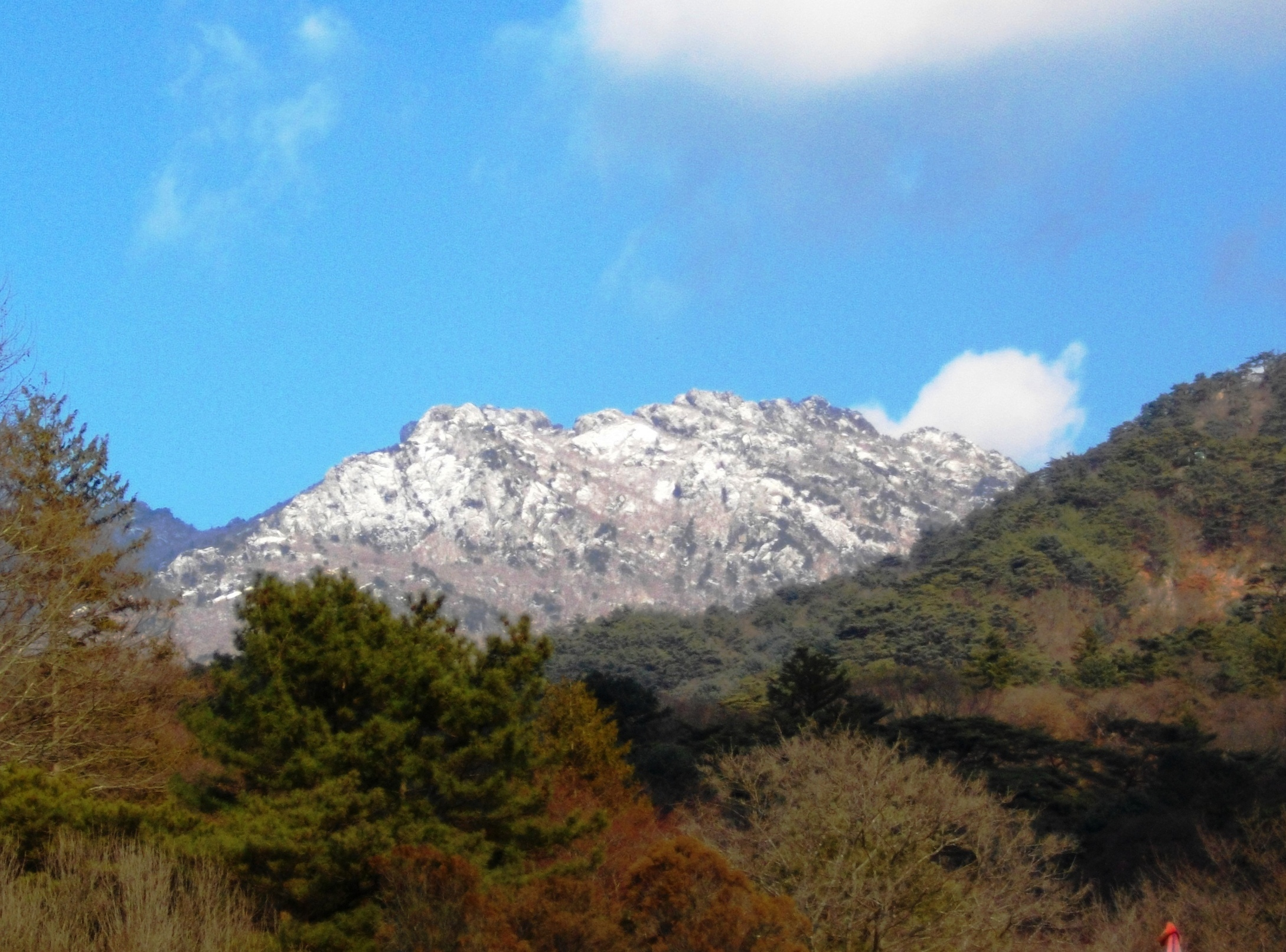
해인사에서 본 가야산
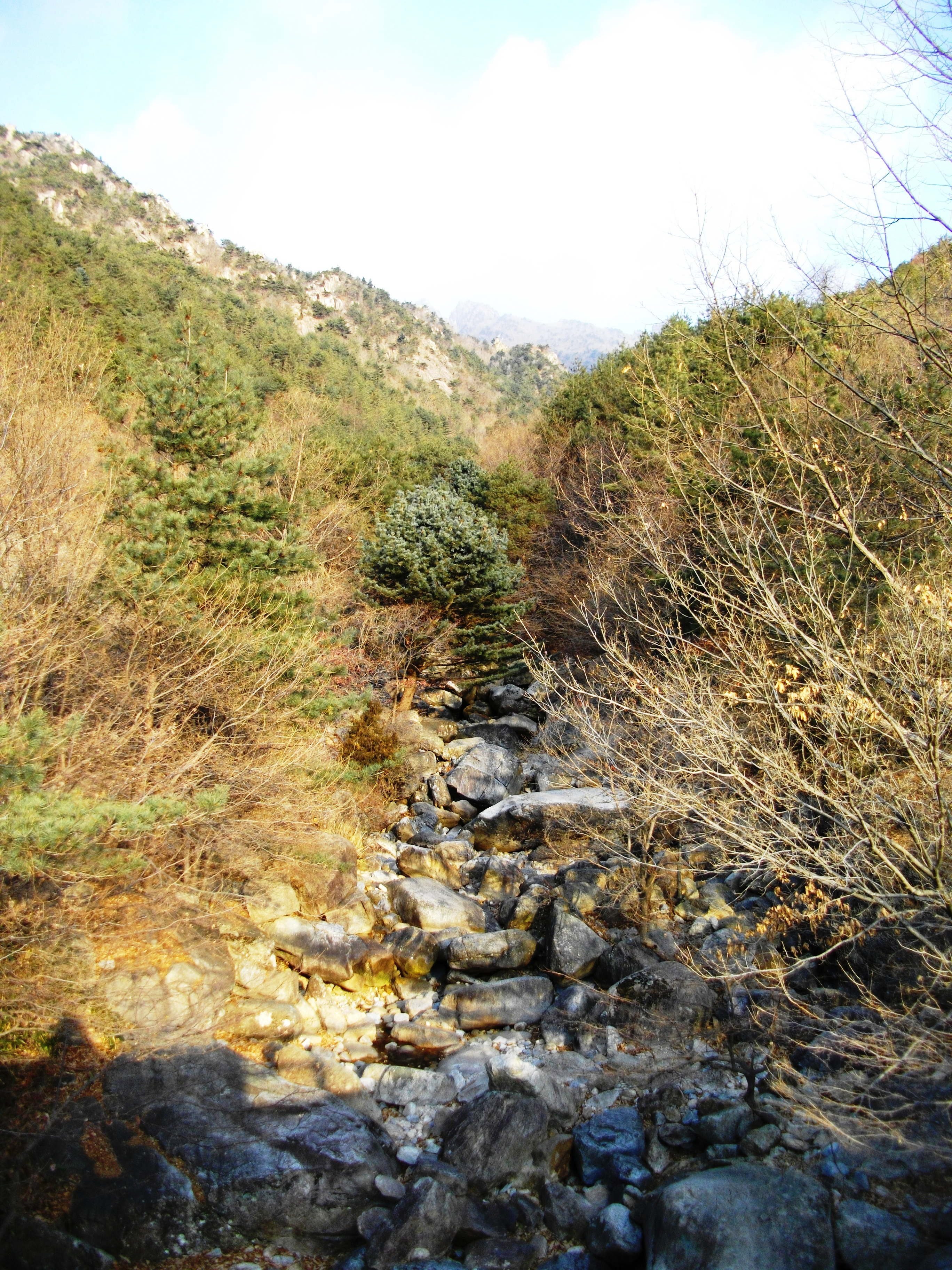
가야산의 남동부
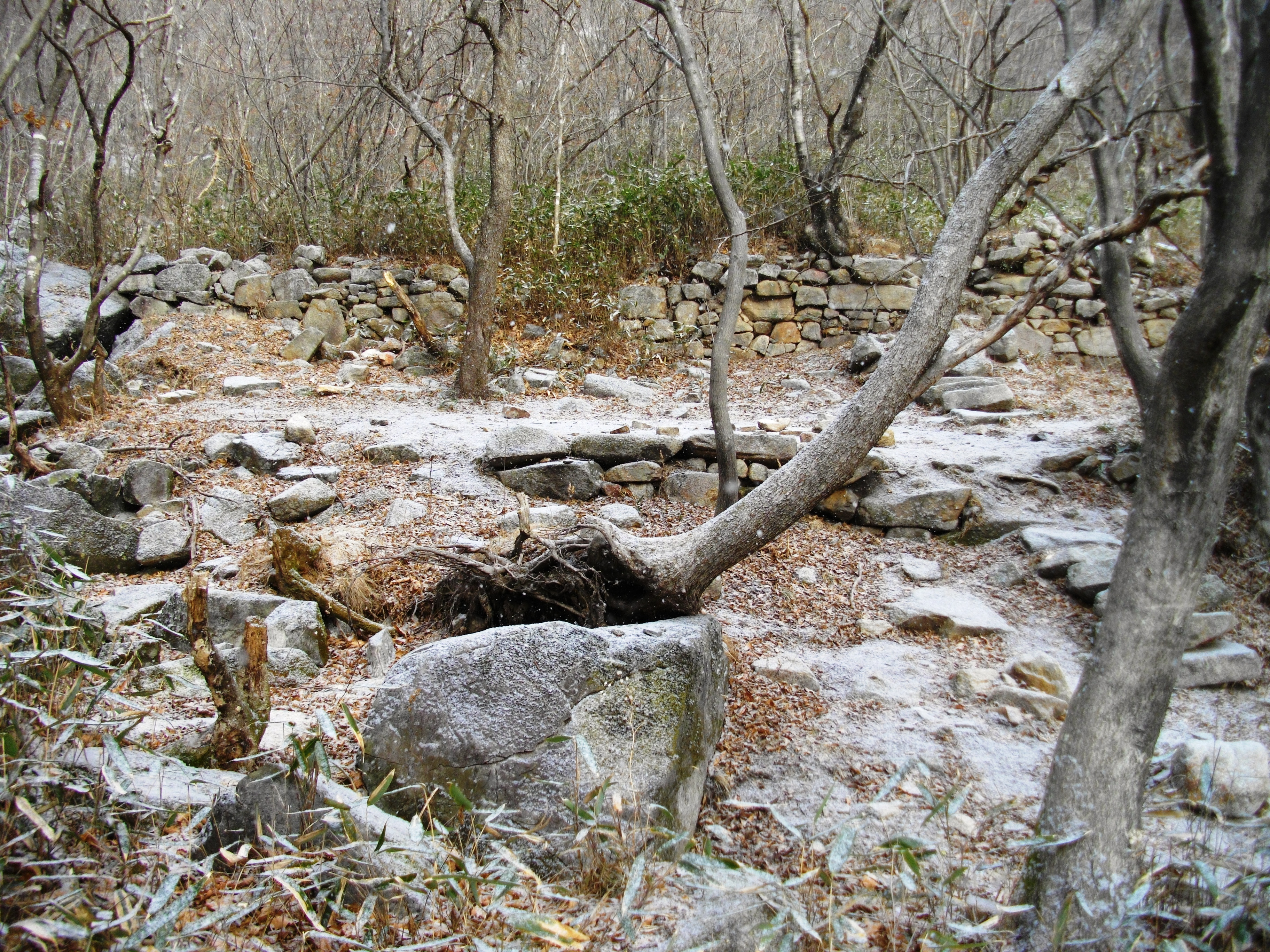
백운암이 있던 곳
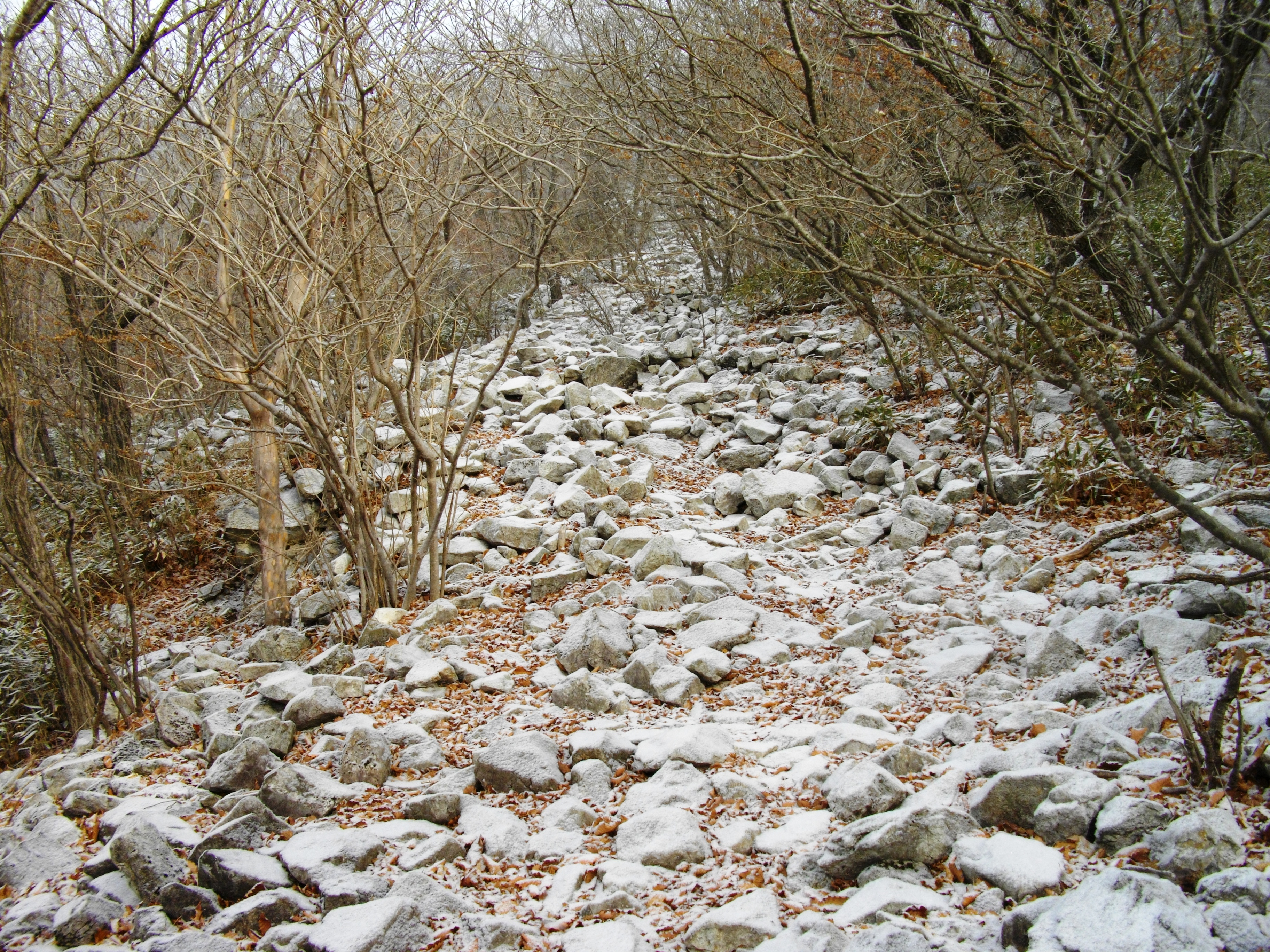
가야산성
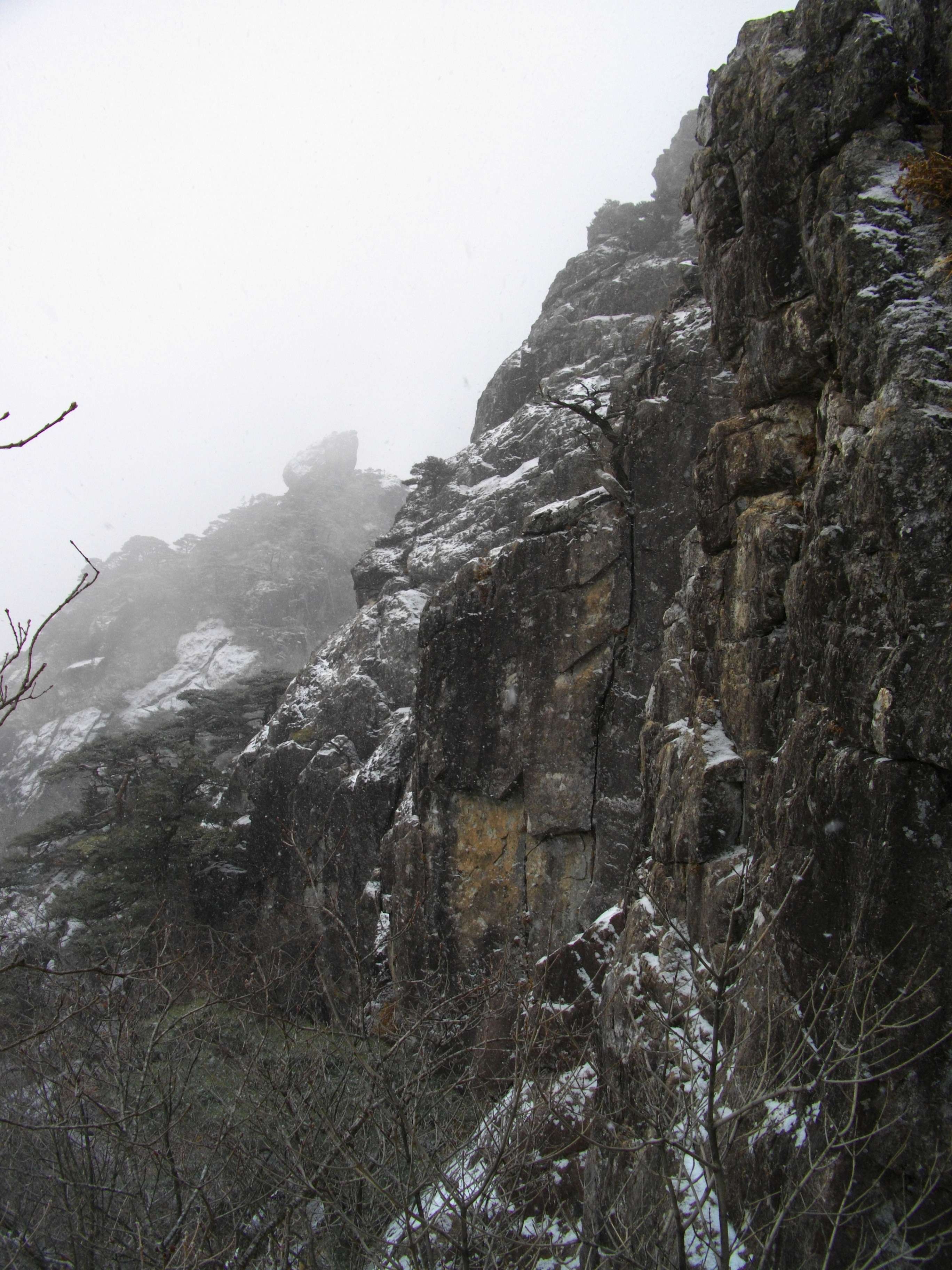
칠불봉 인근의 성벽
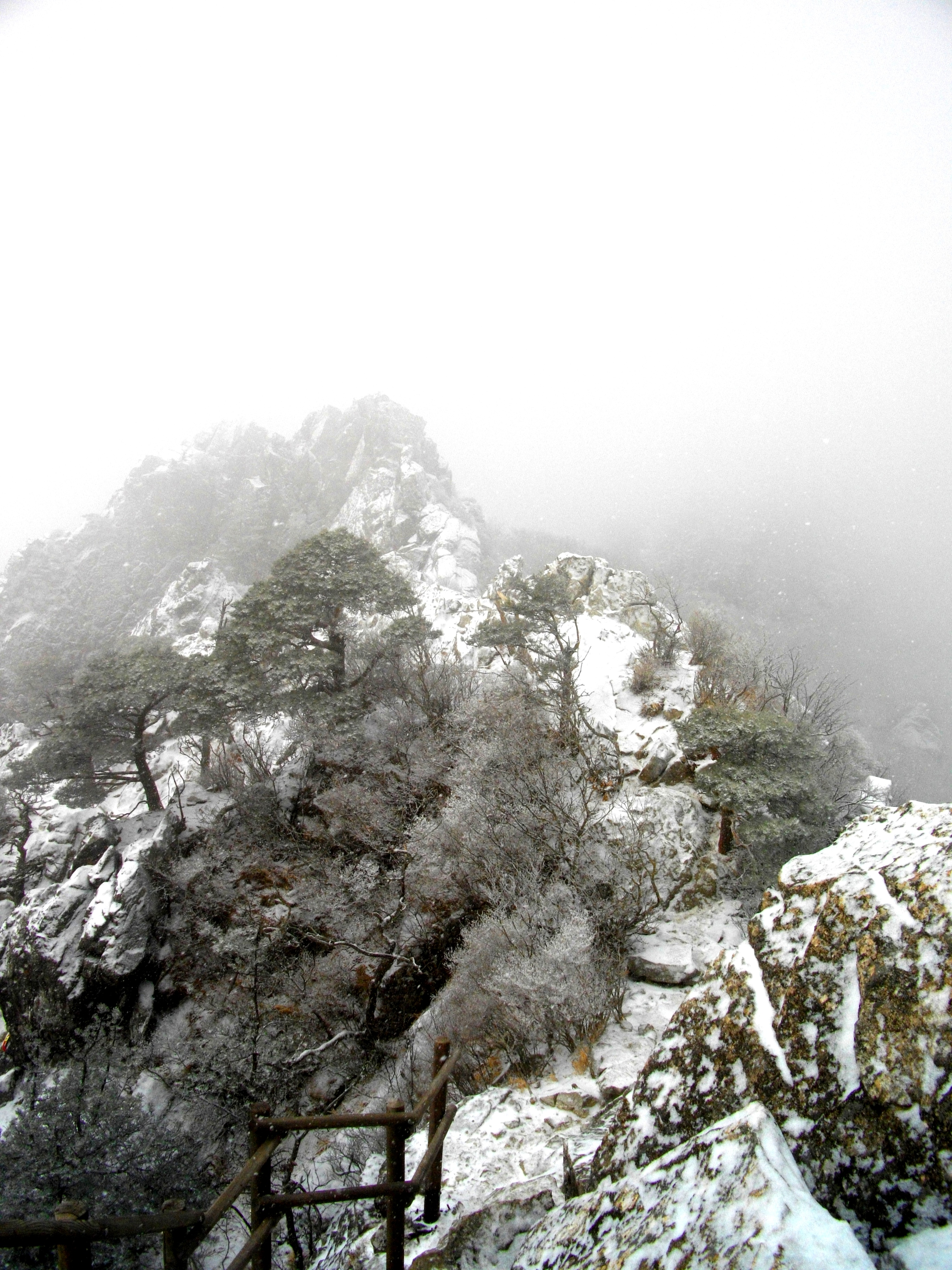
칠불봉 인근의 성벽
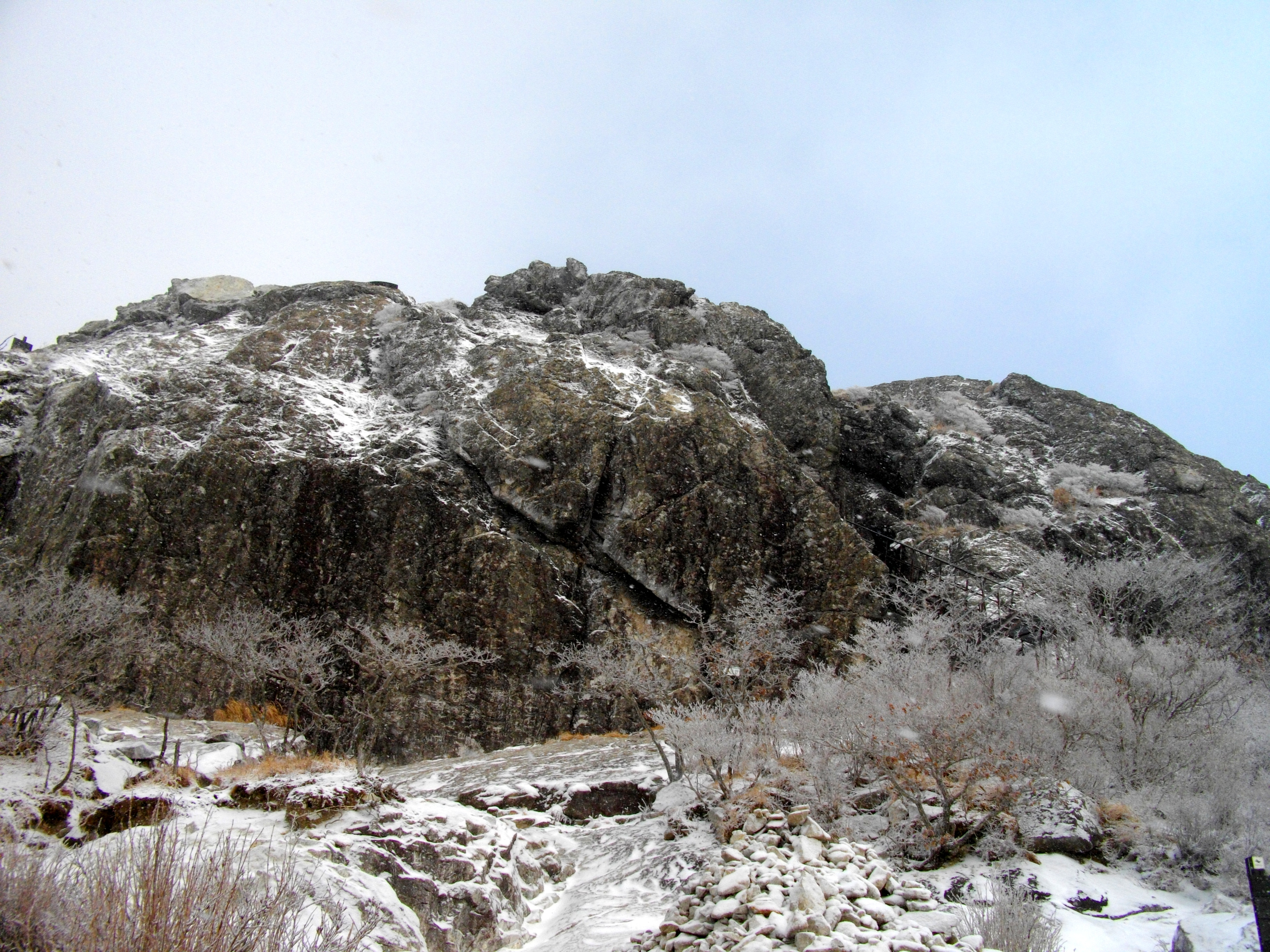
상왕봉 정상
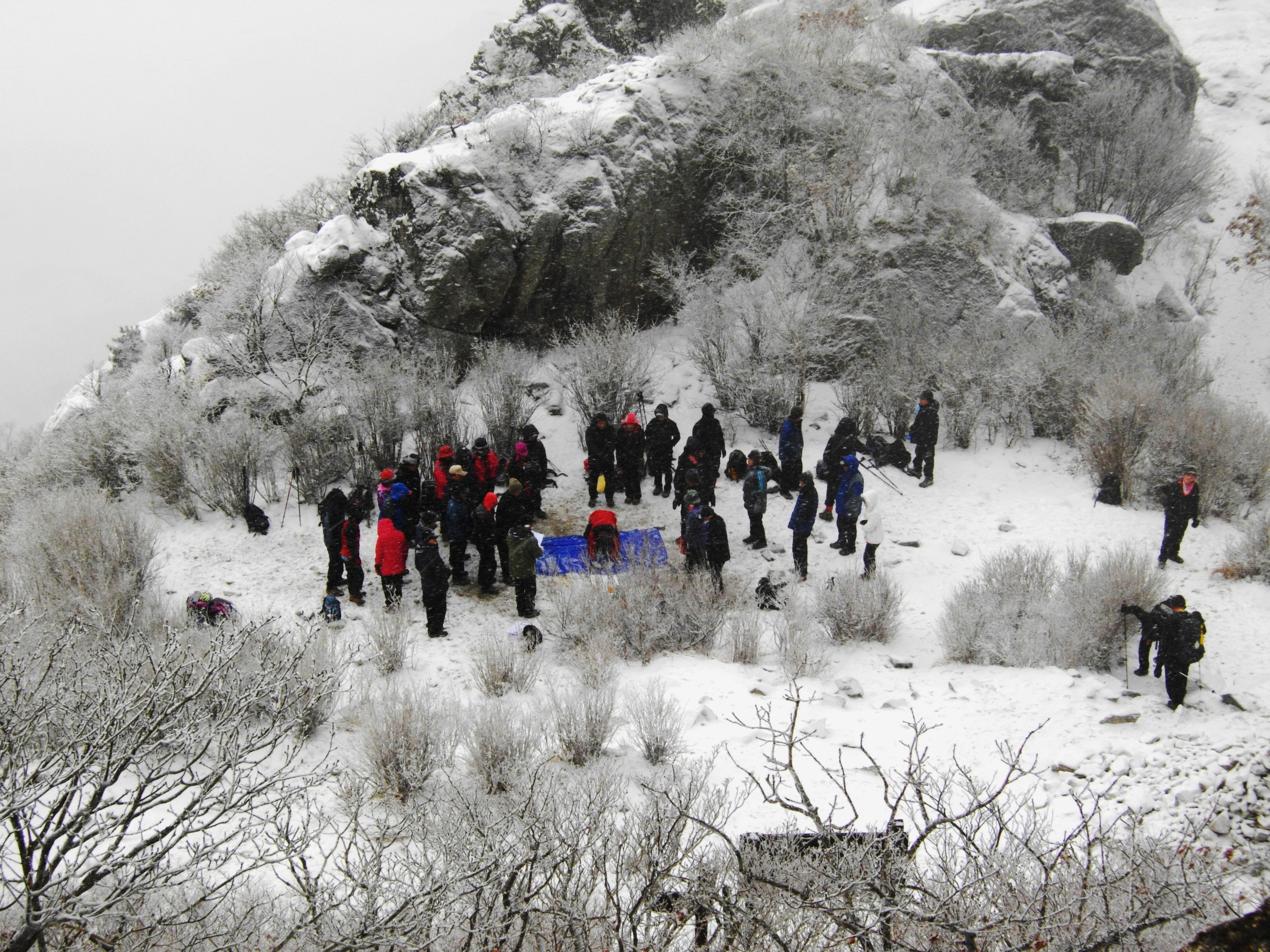
차례를 지내는 모습
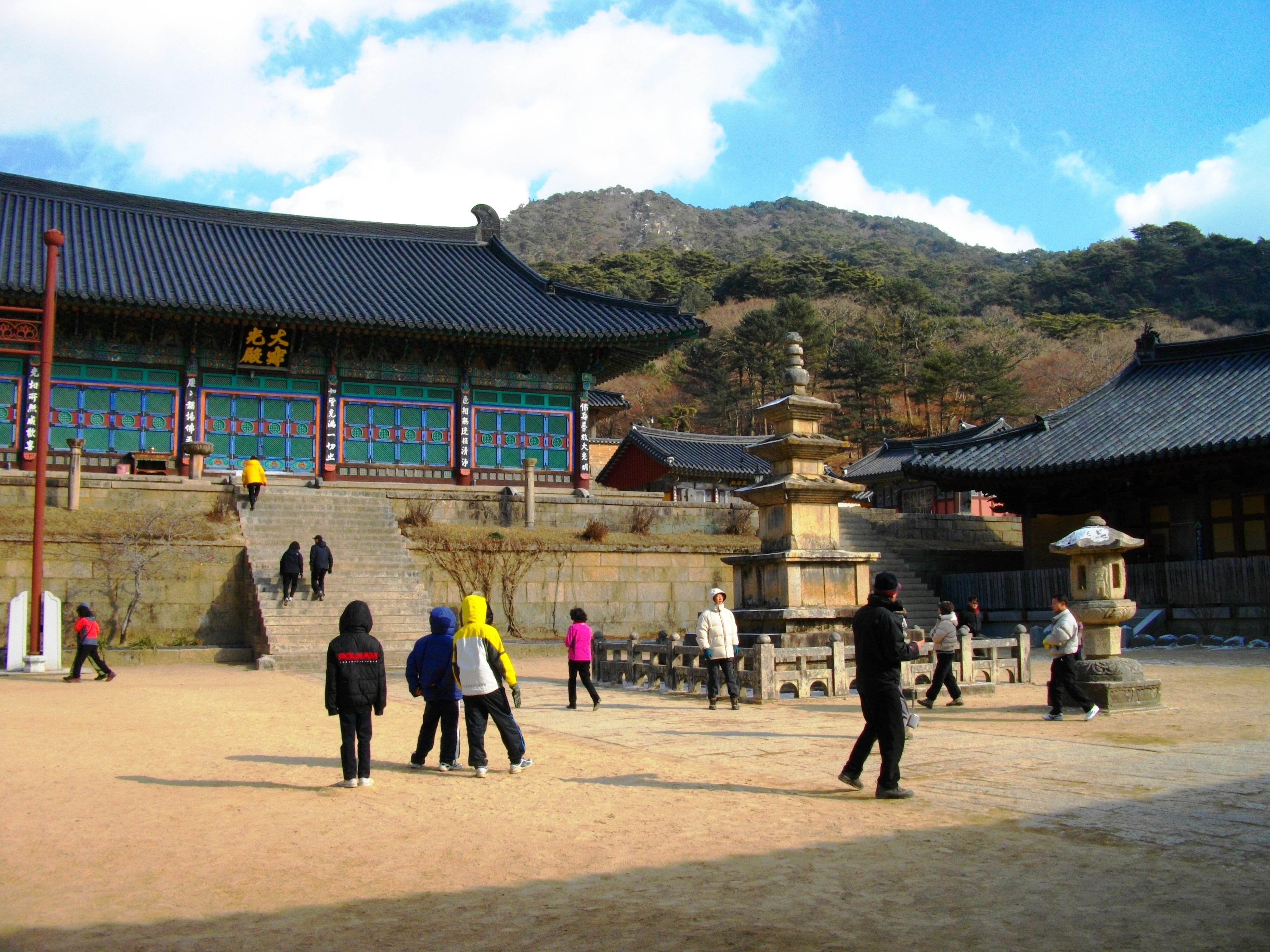
해인사 경내